# Medjaÿ
Les Medjaÿ (également Medjai, Mazoi, de l'égyptien mḏȝy), dans l'Égypte antique, sont à l'origine les habitants du Medja (mḏȝ), une région du nord du Soudan. Ce groupe a fourni au cours des siècles de nombreux auxiliaires à l'armée égyptienne, si bien que le terme medjaÿ deviendra un nom commun sans aucune connotation ethnique.

## Origines nubiennes
La première mention des Medjaÿ remonte à l'Ancien Empire, quand ils ont été enrôlés parmi d'autres peuples de Nubie sous le règne de Pépi Ier. Contrairement à une idée longtemps admise chez les égyptologues, ils ne formaient pas un peuple à proprement parler. Il s'agit d'une construction des Égyptiens de l'Antiquité, qui considéraient les habitants de la Basse-Nubie orientale comme un peuple, tandis qu'eux ne se considéraient pas comme tels, ne se nommaient pas Medjaÿ entre eux et ne formaient pas un groupe politique autonome. L'association des Medjaÿ avec la culture archéologique des Pan-Graves repose également sur des extrapolations fragiles à partir de sépultures.
Au cours du Moyen Empire, certains Medjaÿ sont incorporés dans l'armée égyptienne, faisant partie des garnisons des fortifications de la Nubie égyptienne et patrouillant dans les déserts comme une sorte de gendarmerie. Le terme perd toute connotation ethnique et devient associé au rôle et à la fonction exercée.

## Corps de police
Au début du Nouvel Empire, le mot Medjaÿ désigne un groupe militaire sans notion d'origine ou connotation ethnique.
Les Medjaÿ ont participé à la civilisation égyptienne pendant plus de mille ans. Certaines tâches très importantes ont été supervisées par des officiers Medjaÿ. Ils ont joué un rôle dans la protection de Thèbes et du village des artisans de Deir el-Médineh. Ils ont également pris part à la campagne de Ouadjkheperrê Kames contre les Hyksôs.
Pendant la période amarnienne, Mahou est le chef de la police à Akhetaton. Il est enterré dans la tombe 9 des tombeaux des nobles de Tell el-Amarna.

## Dans la culture populaire

### Jeux vidéo
- Assassin's Creed Origins, jeu vidéo de 2017 développé par Ubisoft dont le héros est un Medjaÿ, protecteur de la population et des pharaons. Cet épisode se déroule à l'époque de l’Égypte ptolémaïque.

### Films
- Dans le film La Momie, ainsi que sa suite, Le Retour de la momie, les Medjaÿ sont les descendants de la garde du pharaon et ont pour devoir sacré d'empêcher le retour d'Imhotep et du Roi Scorpion.

### Séries
- Dans la série Moon Knight, l'emplacement de la tombe d'Ammit a été cartographié à l'époque de l'Égypte antique par un medjaÿ nommé Senfu qui a conservé cette information jusque dans sa tombe. Le sarcophage de Senfu apparaît de nos jours comme appartenant au collectionneur Anton Mograt, interprété par Gaspard Ulliel.